# Waller (Washington)
Waller az Amerikai Egyesült Államok északnyugati részén, Washington állam Pierce megyéjében elhelyezkedő statisztikai település. A 2010. évi népszámlálási adatok alapján 7922 lakosa van.

## Népesség
A település népességének változása:
| Lakosok száma | 9200 | 7922 | 8189 |
|               | 2000 | 2010 | 2020 |